# Ich möchte wissen warum

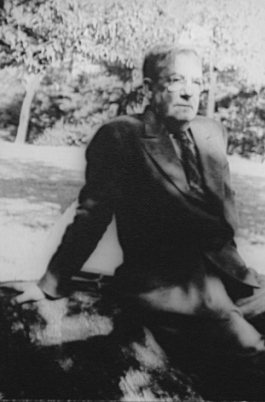
Sherwood Anderson im Central Park 1939

I Want to Know Why (dt. Ich möchte wissen warum in der revidierten Übersetzung 1978 von Karl Lerbs und Helene Henze) ist eine Kurzgeschichte des amerikanischen Autors Sherwood Anderson, die erstmals im November 1919 in der Zeitschrift The Smart Set erschien und 1921 in den in New York veröffentlichten Sammelband The Triumph of the Egg aufgenommen wurde (dt. Das triumphierende Ei in der Übersetzung von Jürgen Dierking 1997).
In dieser Erzählung entfaltet und intensiviert Anderson die bereits in Winesburg, Ohio (dt. Winesburg, Ohio. Roman um eine kleine Stadt, 1958 übersetzt von Hans Erich Nossack) angelegte Thematik der Initiation eines Jugendlichen, der sich in seiner inneren Erlebniswelt isoliert und unverstanden fühlt.

## Inhalt
Das Handlungsgerüst der Geschichte ist denkbar einfach: Der etwa fünfzehnjährige Ich-Erzähler schildert seine Liebe zu Vollblutpferden und eine Enttäuschung, die ihm ein Pferdetrainer zufügt, als dieser nach dem Sieg eines von beiden bewunderten Pferdes ein Bordell aufsucht. Der Jugendliche hielt den Trainer zuvor für einen Freund und glaubte sich von ihm verstanden.
Im ersten Teil der Kurzgeschichte stellt der Protagonist seine nahezu obsessive Begeisterung für Pferde und die beginnende Rennsaison dar. Fasziniert von der Schönheit der Pferde, dem Geruch der Pferdeställe, dem Geschehen auf den Geläufen und Sattelplätzen sowie den Stallburschen und Pferdebesitzern, unternehmen er und seine vier Freunde alles nur Erdenkliche, um möglichst häufig in den Ställen und bei den Vollblutpferden in den Nachbarstädten zu sein.
Das Verhältnis zu seinem Vater, einem Rechtsanwalt, beschreibt der Ich-Erzähler als eher distanziert und unterkühlt. Bei einem der Rennen lernt er schließlich den aufschneiderischen Pferdetrainer Jerry Tillford kennen, dessen enge Beziehung zu den Pferden ihn sehr beeindruckt. Der Trainer, den der Jugendliche von Anfang an vergöttert, wird zu einer Art Vaterersatz für ihn.
Nachdem „Sunstreak“, ein von den beiden hochgelobtes Pferd, ein Rennen souverän gewonnen und einen Weltrekord aufgestellt hat, verspürt der Erzähler aufgrund der geteilten Freude über den Triumph und der gemeinsamen Bewunderung für das Siegerpferd eine enge Verbundenheit und emotionale Nähe zu dem Pferdetrainer und malt sich in allen Einzelheiten aus, wie dieser das Pferd behütete, als es noch ein kleines Fohlen war, und ihm geduldig das Laufen beibrachte. Der Erzähler schildert, dass er an jenem Nachmittag Jerry Tillford mehr liebte als seinen leiblichen Vater.
Am selben Abend nach dem Rennen folgt der Jugendliche seinem Idol in die Stadt. Dort erlebt er voller Abscheu, wie der Trainer in ein aus Sicht des Erzählers ekelerregendes und widerliches Bordell geht, dessen Frauen ihm mit ihren harten Mündern, gemeinen Augen und unanständigen Kleidern allesamt hässlich und abstoßend erscheinen. Dabei, so berichtet der Erzähler, habe Jerry Tillford vor den Frauen in einer Weise geprahlt und gelogen, wie „Sunstreak“ es nie getan hätte. Der Trainer habe behauptet, er allein habe „diesen Gaul gemacht“ (S. 17) und das Rennen gewonnen.
Der Ich-Erzähler wünscht sich, er wäre dem Trainer nach dem Rennen niemals in die Stadt gefolgt, und kehrt enttäuscht zur Rennbahn zurück. Seitdem gehe er, so teilt er als Sechzehnjähriger im nächsten Frühling in seiner Erzählung dem Leser mit, zwar noch morgens auf die Bahnen wie immer, doch die Luft schmecke nicht mehr so gut und es rieche auch nicht mehr so gut wie früher. Die Frage, warum der Trainer nach dem Sieg so etwas getan habe, lässt den jugendlichen Protagonisten seitdem nicht mehr los.

## Interpretationsansatz
Ich möchte wissen warum behandelt eine um 1920 relativ neue und ungewöhnliche Thematik im traditionellen Rahmen einer Initiationsgeschichte. Der jugendliche Erzähler in Andersons Kurzgeschichte beschreibt eine Wandlung und Erschütterung, über deren Ursachen er Klarheit erlangen möchte. Sein „Streben nach Verstehen und Selbsterkenntnis“ ist, wie Christadler in seiner Interpretation von Ich möchte wissen warum betont, „der Grund, weshalb er die Geschichte einem anonym bleibenden Zuhörer erzählt“.
Die Krise, in die der Autor seinen Erzähler versetzt, ist zum einen psychologisch, zum anderen aber auch moralisch. Ausgelöst wird sie durch den Einbruch der Sexualität in die Vorstellungswelt des Jugendlichen, dessen Liebe zu Pferden – ihm freilich unbewusst – deutlich erotisch motiviert ist: „‚Sunstreak‘ ist wie ein Mädchen, an das man manchmal denkt, das man aber niemals zu sehen kriegt. Er ist tadellos in Form und wunderschön. Wenn man seinen Kopf sieht, möchte man ihn am liebsten küssen.“
Die merkwürdige Vermischung von Pferd (ein Hengst!) und Mädchen in der Erlebniswelt des Protagonisten verrät „eine diffuse Sinnlichkeit, wie im übrigen auch seine vor allem vom Geruchssinn geprägte Weltwahrnehmung“. Der Junge beschreibt seine Beziehung zu dem Rennpferd im Bild der „Reinheit“ in ethischen und ästhetischen Begriffen, dagegen empfindet er die Atmosphäre des Bordells und der Heterosexualität der Erwachsenen als „übel“ und „ekelhaft“ (S. 17). Zweifellos gehört die angewiderte Reaktion auf das Sexuelle zur Charakterisierung der Pubertät in einer Gesellschaft, die das Triebhafte tabuisiert und unterdrückt; die Heftigkeit der Reaktion des Protagonisten verdeutlicht jedoch zugleich das Übermaß seiner Gefühle.
Der Kontrast zwischen den beiden symbolischen Idolen des Jugendlichen, dem Pferd und dem Trainer, erlaubt es dem Autor zugleich, die Bedeutung der Geschichte um eine moralische Problematik zu erweitern. Während das Pferd einfach nur in seiner „natürlichen“ Funktion, dem Laufen, aufgeht, ergibt sich der Trainer der Prahlerei und Selbstverherrlichung. Für den Jungen erscheinen in der Bordellszene Lüge, Illoyalität und Selbstsucht als entscheidende Qualitäten des Erwachsenseins; auffällig sind jedoch seine Vergleiche der Prostituierten mit denen der Pferde; die Gesichter von Liebe und Lust, von Idealisierung und Verabscheuung sind nicht mehr unterscheidbar.
Dem Jungen werden Widersprüche und Verwicklungen bewusst, die er in seiner jugendlichen Naivität an der Rennbahn bislang nicht bemerkt hat, obwohl sie existierten: der Widerspruch zwischen dem Moralkodex der Weißen, die einen Jungen bei seinen Eltern denunzieren, und dem des Schwarzen, der loyal bleibt, zwischen der gesellschaftlichen Verurteilung des professionellen Spielers und dessen Großzügigkeit, den moralischen Vorbehalten der Männer gegen die Spieler und ihrer eigenen gewinnsüchtigen Ausbeutung des siegreichen Pferdes. Was ihn verwirrt und bestürzt, ist die Ahnung, dass keine klaren, eindeutigen Grenzen mehr bestehen zwischen „reinlich“ und „schmutzig“, zwischen „gut“ und „böse“.
Anderson zeigt dem Leser, wie weit der Junge, sich selbst unbewusst, bereits in die Welt der Erwachsenen und ihr System verstrickt ist. Seine Redeweise enthält typische Wendungen der wertenden Sprache der Erwachsenen; die gedankenlose oftmalige Verwendung des diskriminierenden Ausdrucks „Nigger“ (S. 7, 9, 11ff.) an etlichen Stellen der Erzählung verdeutlicht, dass der Jugendliche sich den Konventionen und Wertungen seiner Gesellschaft nicht entziehen kann. Seine Aussage „Ich bin jetzt dabei[,] ein Mann zu werden, und ich möchte gern recht denken und ein anständiger Kerl sein“ (S. 10) verrät seine Bereitschaft zur Anpassung oder Konformität ebenso wie seine Erkenntnis, dass es sich für den Sohn eines Anwalts nicht schicke, wie ein „Nigger“ ein Stallbursche zu werden, obschon er zugleich den schwarzen Stallburschen Bildad bewundert (vgl. S. 10).
Anderson entwickelt seine moralische Problematik aus dem Kontrast zwischen der idealisierten Welt des Natürlich-Naiven und der korrupten Realität der Erwachsenen, ohne dabei melodramatisch zu werden, indem er sie als Fiktion eines unreifen Erzählerbewusstseins entlarvt und dadurch gerade das unauflösbare Ineinandergreifen der beiden Bereiche anzeigt. Moralische Verhältnisse sind, wie Christadler in seiner Deutung anmerkt, stets „kompliziert und gemischt“.
Andersons Kurzgeschichte greift indessen noch einen weiteren Aspekt auf, der bereits in Winesburg, Ohio. Roman um eine kleine Stadt im Vordergrund stand: das Thema von Einsamkeit und Kommunikation. Die impressionistischen Stimmungsbilder des Erzählers vom Morgentraining mit den Vollblutpferden rufen das Bild einer einfachen, kreatürlichen, sinnlichen Gemeinschaft hervor. Der Erzähler erlebt diese Atmosphäre als soziale Idylle ohne gesellschaftliche Unterschiede oder Vorurteile und ohne die bei Pferderennen übliche Gier nach Gewinn. In der Begegnung mit Jerry Tillford während des Pferderennens empfindet der Erzähler das Gefühl vollkommenen Einklangs zwischen zwei Menschen; die Überwindung der menschlichen Isolation in der gegenseitigen Anerkennung bleibt jedoch vorübergehend und flüchtig, der Rückfall in die Vereinzelung ist aus Andersons Sicht unvermeidbar, wie die Szene im Bordell zeigt: Der Junge erfährt sich als Ausgestoßener, Frau und Mann sind Fremde, bleiben einander Objekte ohne Verständigung in der reinen Lust ohne gegenseitige Liebe.
Diesem Erleben der Isoliertheit des Ich widerspricht zunächst scheinbar die Erzählweise der Kurzgeschichte. Anderson simuliert die Form des mündlichen Erzählens; die Erzählsituation ist die eines fiktiven Dialogs. Der Verzicht auf eine Exposition, die Intimität der Geständnisse, die direkten Anreden an ein „Du“ spiegeln zwar einen gemeinsamen Horizont bei Erzähler und Zuhörer vor, jedoch bleibt das Gegenüber nur ein anonymes „Du“, eine bloße Folie für die Selbstbezogenheit des Ich-Erzählers, der trotz seiner dialogischen Bemühungen in seiner eigenen Welt befangen bleibt.
Mit der Form der Ich-Erzählung dramatisiert Anderson das Thema der Adoleszenz und des Heranwachsens in der Gestalt bzw. aus dem Mund eines Jugendlichen. Ein derartiger Erzählwinkel erfordert vom Autor die Konstruktion einer dem Lebenshorizont eines Fünfzehnjährigen psychologisch und sprachlich angemessenen, glaubwürdigen Denk- und Ausdrucksweise. Anderson benutzt dabei vor allem drei Verfahrensweisen, mit denen er den Erzähler charakterisiert: Erzählweise, Redeweise und Reflexionsweise.
Der sprachlich-stilistischen Ausprägung nach erscheint Ich möchte wissen warum als mündlicher monologartiger Bericht des Protagonisten; die Darstellung der Ereignisse bzw. der Handlung im eigentlichen Sinne (Plot) tritt weitgehend zurück hinter die Entfaltung der gedanklichen und emotionalen Reaktionen des fiktiven Erzählers.
Der Ich-Erzähler erscheint dabei einerseits spontan und naiv, andererseits beunruhigt und verwirrt. Sein Bericht folgt nicht dem linear-chronologischen Ablauf der Ereignisse, sondern den Impulsen in seinem Bewusstsein, wodurch Abschweifungen und Assoziationen ermöglicht werden.
Um die psychische Empfindungswelt seines Erzählers zum Ausdruck zu bringen, benutzt Anderson ähnlich wie in Mark Twains Huckleberry Finn eine umgangssprachliche Ausdrucksweise, die zudem den typischen lokalen Jargon (Southern vernacular) des amerikanischen Südens einbezieht. Charakteristisch ist der Verzicht auf logische Gliederung und komplexeren Satzbau; häufige Wiederholungen bestimmter Phrasen und Wörter erzeugen des Weiteren den Eindruck eines beschränkten Wortschatzes des Erzählers. Innere, schwer greifbare Empfindungen oder abstraktere Vorgänge werden als konkrete physische Erfahrung zum Ausdruck gebracht: „Ich hab so einen Klumpen in der Kehle, wenn ich ein Pferd laufen sehe“ (S. 11).
Ebenso werden menschliche Verhaltensweisen bildhaft konkretisiert: „Im Frühling geht Bildad ein bißchen auf die Walze“ (S. 10); Empfindungen von Geruchs- und Geschmackssinn werden sorgfältig notiert.
Erzählprozess und Redeweise verdeutlichen so die altersspezifische seelisch-intellektuelle Verfassung des Erzählers, die nicht rational geordnet, sondern unmittelbar, konkret sinnlich wie auch verwirrt und naiv erscheint. Der Eindruck des Schweifend-Unorganisierten wird von Anderson dabei sorgfältig kalkuliert erzeugt, die unsystematische Erzählweise spiegelt Alter und geistige Reife sowie das unzulängliche Ausdrucksvermögen des erzählenden Protagonisten.
Die Wiederholung des Titelsatzes am Schluss der Kurzgeschichte unterstreicht ein weiteres Mal seine Unwissenheit und gleichzeitige Wissbegierde; die Spannung bleibt auch am Ende erhalten.

## Wirkungsgeschichte
Andersons Erzählkunst in Ich möchte wissen warum repräsentiert in der Entwicklung der amerikanischen Kurzprosa eine Wendung gegen die klassischen well-made stories der großen populären Magazine und Massenzeitschriften, die seit etwa 1915 von den Kritikern als kommerziell und formelhaft erstarrt bekämpft wurden. So zeichneten sich diese Kurzgeschichten durch sorgfältige Handlungsführung, eine oberflächliche unity (d. h. Einheit) im Sinne E. A. Poes und eine häufig überraschende Schlusswendung wie bei O. Henry aus.
Demgegenüber soll Ich möchte wissen warum – möglicherweise unter dem Eindruck von James Joyce’ Dubliners verfasst – den Anschein der Kunstlosigkeit erwecken; so verzichtet Anderson bewusst auf „Geschlossenheit“ der Form und auf offensichtliche „Lösungen“, um den Leser zu verstärktem Mitvollzug anzuregen.
Mit dieser Form der Erzähltechnik ist die Ausbreitung einer neuen Leserschicht von literarisch und ästhetisch Gebildeten oder Interessierten verbunden, welche die Entstehung eines neuen Typs von literarischen Zeitschriften ermöglichte: Autoren, Literaten und Kritiker, die Literaturproduzenten schlechthin, wurden, wie Christadler herausstellt, selber zum wichtigsten Adressatenkreis für „moderne“ Literatur.
Andersons Erzählung entstand zu einem Zeitpunkt, als die Mythologie des American Dream, die Ideologie von Erfolg, Aufstieg und Selbstverwirklichung, als Illusion und schlechte Utopie entlarvt wurde. Dieser Wandel war Anderson durchaus bewusst. So hatte er selbst gegen die Wettbewerbsgesellschaft und die bestehende Geschäftsmoral aufbegehrt, indem er seine Stellung als Reklamechef einer Farbenfabrik aufgab, um sich als Schriftsteller zu verwirklichen.
Nach Beginn seiner Arbeit an den Erzählungen und Skizzen von Winesburg, Ohio im Winter 1915–1916 stand Anderson unter dem Eindruck der Kulturkritik von Waldo Frank und Van Wyck Brooks und formulierte seine eigene Entfremdung vom modernen Amerika in zahlreichen Briefen.